# Poletne olimpijske igre 1944
Poletne olimpijske igre 1944 (uradno Igre XIII. olimpijade) so bile načrtovane poletne olimpijske igre, ki naj bi potekale leta 1944 v Londonu (Anglija), toda bile so odpovedane zaradi druge svetovne vojne. Zaradi odpovedi je Londonu pripadlo mesto gostitelja olimpijskih iger 1948 brez novih izborov.